# Ego Nwodim
Egobunma Kelechi (Ego) Nwodim ([ɛɡoʊ ˈwoʊdɪm];  Baltimore, 10 maart 1988) is een Nigeriaans-Amerikaanse actrice en komiek die sinds 2018 meedoet aan het amusementsprogramma Saturday Night Live van NBC.

## Leven en carrière
In 2006 studeerde Nwodim af aan de Eastern Technical High School in Essex, Maryland, nabij Baltimore, en behaalde een biologiediploma aan de University of Southern California. Ze besloot een carrière in comedy na te streven en begon lessen te volgen aan het improvisatietheater en opleidingscentrum Upright Citizens Brigade Theatre (UCB) in Los Angeles. Voordat ze bij Saturday Night Live terechtkwam, was Nwodim een vast lid van de cast van het UCB, waar ze ook haar one-woman-show Great Black Women ... and Then There's Me opvoerde.
Nwodim was een van de nieuwe gezichten op het comedyfestival Just for Laughs in 2016. Datzelfde jaar trad ze op in het CBS-programma Diversity Showcase. Ze speelde ondersteunende rollen op televisie in onder meer Law & Order True Crime: The Menendez Murders, 2 Broke Girls en Living Biblically. Zich voordoend als Maya Angelou nam Nwodim verschillende beroemdheden en bedrijven op de hak in een Funny or Die- schets uit 2017. Nwodim heeft verschillende gastoptredens gehad op podcasts zoals Comedy Bang!, Bang! en Spontaneanation.
Nwodims deelname aan Saturday Night Live werd aangekondigd op 21 september 2018.

## Filmografie

### Film
| Jaar | Titel                                            | Rol          | Opmerkingen |
| ---- | ------------------------------------------------ | ------------ | ----------- |
| 2012 | Getting Help                                     | Yvonne       | Korte film  |
| 2014 | You're Kind of Weird But I Like It               | Serveerster  | Korte film  |
| 2015 | Zola                                             | Zola         | Korte film  |
| 2017 | Feminist Campfire Stories                        | Jongen 2     | Korte film  |
| 2017 | They Finally Made a Handmaid's Tale for Men      |              | Korte film  |
| 2017 | Women Who Didn't Love Wonder Woman Support Group | Becca        | Korte film  |
| 2017 | I Will Find You                                  | Nummer 29    | Korte film  |
| 2017 | Singularity                                      | Assistent    |             |
| 2018 | 5th Passenger                                    | Dr. Stephan  |             |
| 2018 | It's a Party                                     | April Londen |             |
| 2020 | Magic Camp                                       | Vrijwilliger |             |
| 2020 | The Broken Hearts Gallery                        | Harvard      |             |

### Televisie
| Jaar       | Titel                           | Rol                 | Opmerkingen                               |
| ---------- | ------------------------------- | ------------------- | ----------------------------------------- |
| 2012       | The Unwritten Rules             | Nicole              | Aflevering "Just a Group of Us"           |
| 2014       | Women to Men: Please Catcall Us | PSA-vrouw           | Televisiefilm                             |
| 2015       | Hellevator                      | Deelnemer           | Aflevering "Pilot"                        |
| 2015-2016  | CollegeHumor Originals          | Diverse             | 2 afleveringen                            |
| 2015-2016  | Adam Ruins Everything           | Diverse             | 2 afleveringen                            |
| 2016       | Almost Asian                    | Britney             | Aflevering "Twins"                        |
| 2016       | Broken                          | Carmen              | Aflevering "The Ghost of Mike"            |
| 2016       | UCB Comedy Originals            | Dr. Rubin           | Aflevering "Dog Virus"                    |
| 2016       | Galactic War Room               | Ayla                | 6 afleveringen                            |
| 2016-2017  | KC Undercover                   | Agent McKenzie      | 2 afleveringen                            |
| 2016-2017  | The Elite Daily Show            | Diverse             | 4 afleveringen                            |
| 2017       | Drive Share                     | Nieuwe moeder       | Aflevering "New Parents"                  |
| 2017       | Liv and Maddie                  | Mevr. Karsch        | 2 afleveringen                            |
| 2017       | 2 Broke Girls                   | Jillian             | Aflevering "And 2 Broke Girls: The Movie" |
| 2017       | Real Rob                        | Billy Alderman      | Aflevering "Best Play Date Ever"          |
| 2017       | Law & Order True Crime          | Lynn                | 3 afleveringen                            |
| 2017       | Do You Want to See a Dead Body? | Danny Teen Fan      | Aflevering "A Body and an Ex-Con"         |
| 2017       | Dirtbags                        | Alleenstaande vrouw | Aflevering "Husband"                      |
| 2018       | Dell: Tales of Transformation   |                     | Aflevering "KK Conquers Everest"          |
| 2018       | Living Biblically               | Tracy               | Aflevering "Never Let Loyalty Leave You"  |
| 2018-heden | Saturday Night Live             | Diverse personages  |                                           |
| 2019       | The Real Bros of Simi Valley    | Brenda              | 3 afleveringen                            |
| 2020       | Shrill                          | Abby                | Aflevering "Wedding"                      |
| 2020       | Brockmire                       | Liz                 | 4 afleveringen                            |
| 2020       | The Shivering Truth             | (stem)              | Aflevering "Nesslessness"                 |